# Daniel Langlet
Pour les articles homonymes, voir Langlet.
Daniel Langlet est un acteur français né le  3 juin 1945 à Pantin (Seine-Saint-Denis) et mort le 27 avril 2008 à Amilly (Loiret).

## Biographie
Dans les années soixante-dix il apparaît parmi les "réclames" des salles de cinéma dans une publicité pour une marque de bière.
Il joue dans L'Aile ou la Cuisse, où il est Lambert l'adjoint du géant de la restauration rapide Jacques Tricatel.
Il a joué de nombreux seconds rôles au cinéma et au théâtre. Il serait mort d'un cancer.

## Filmographie sélective
- 1974 : Un nuage entre les dents de Marco Pico
- 1975 : L'Ingénu de Jean-Pierre Marchand
- 1976 : La ville est à nous de Serge Poljinsky : Patrick Auclair
- 1976 : L'Aile ou la cuisse de Claude Zidi : Lambert, adjoint de Tricatel
- 1979 : La Fille de Prague avec un sac très lourd de Danielle Jaeggi
- 1979 : La Bourgeoise et le Loubard de Jean-Louis Daniel : Maurice
- 1979 : Tapage nocturne de Catherine Breillat : Bruel
- 1979 : Le Juste Droit de Serge Poljinsky et Sandra Zaneh : le médecin
- 1979 : Les Quatre Cents Coups de Virginie de Bernard Queysanne
- 1980 : Je vais craquer de François Leterrier : Le présentateur TV
- 1981 : Pourquoi pas nous ? de Michel Berny : Pierre Janolle
- 1982 : Coup de torchon de Bertrand Tavernier : Paulo, un flic larvaire
- 1983 : L'Été meurtrier de Jean Becker : Le maître d'hôtel
- 1984 : Le Garde du corps de François Leterrier : François
- 1984 : Le Mystérieux Docteur Cornélius (TV) de Maurice Frydland : Ravenel
- 1984 : Laisse béton de Serge Le Péron
- 1985 : Tranches de vie de François Leterrier : Le savant / L'ami du fiancé
- 1986 : Zone rouge de Robert Enrico : Le juge Peyrac
- 1986 : Médecins de nuit d'Emmanuel Fonlladosa, épisode : Le Mot de passe (série télévisée) : Commissaire Margoni
- 1987 : Waiting for the Moon (en) de Jill Godmilow (en) : Monsieur Thiele
- 1987 : Les Exploits d'un jeune Don Juan de Gianfranco Mingozzi : M. Muller
- 1988 : Poker de Catherine Corsini
- 1988 : Juillet en septembre de Sébastien Japrisot
- 1989 : La Révolution française de Robert Enrico et Richard T. Heffron : Jean-Baptiste Sauce, Procureur de la commune de Varennes
- 1989 : La Vie et rien d'autre de Bertrand Tavernier : Monsieur Lohac
- 1991 : Paris s'éveille d'Olivier Assayas
- 1994 : Jalna (TV) de Philippe Monnier
- 1995 : Le Fils de Paul (TV) de Didier Grousset : Frosset
- 1996 : Capitaine Conan de Bertrand Tavernier : Directeur du lycée
- 1998 : Julie Lescaut (Série TV), épisode 3 saison 7, Piège à flics de Pascal Dallet : Merle
- 1999 : Une Femme d'honneur (TV) de Philippe Monnier, épisode : Perfide Albion
- 2002 : Laissez-passer de Bertrand Tavernier : Masson
- 2004 : Une vie à t'attendre de Thierry Klifa : Jeannot
- 2004 : Holy Lola de Bertrand Tavernier : Monsieur Detambel

## Théâtre
- 1975 : Hôtel du Lac de François-Marie Banier, mise en scène Andréas Voutsinás, Théâtre Moderne
- 1979 : À nous de jouer de Félicien Marceau, mise en scène Andréas Voutsinás, Théâtre Hébertot
- 1989 : La Chasse au cafard de Janusz Glowacki, mise en scène Andréas Voutsinás, Théâtre des Célestins
- 1990 : L'Été de Romain Weingarten, mise en scène Gildas Bourdet, Théâtre de la Salamandre, Théâtre national de la Colline en 1991
- 1993 : La Résistible Ascension d'Arturo Ui de Bertolt Brecht, mise en scène Jérôme Savary, Théâtre national de Chaillot
- 1996 : Les Jumeaux vénitiens de Carlo Goldoni, mise en scène Gildas Bourdet, Théâtre de la Criée, Comédia (théâtre),  Théâtre Hébertot